# John Baptist Wu Cheng-chung
John Baptist Wu Cheng-chung (xinès:胡振中; cantonès Yale: Wu Cheng-chung ; 26 de març de 1925 - 23 de setembre de 2002) va ser el cinquè bisbe catòlic romà de Hong Kong i el primer cardenal d'aquesta diòcesi. Va ser membre de la Congregació per a l'Evangelització dels Pobles, del Pontifici Consell per a les Comunicacions Socials i de la Congregació per al Culte Diví i la Disciplina dels Sagraments.

## Biografia
Hakka, Wu va néixer al poble de Ho Hau, Wu-hua (província de Guangdong). Batejat a l'església parroquial del poble, hi va rebre els estudis primaris. Es va incorporar al seminari menor diocesà de Ka-ying per a la seva educació secundària el 1940 i va ser ordenat ordenat el 1952.
Va ser nomenat cinquè bisbe de la diòcesi catòlica de Hong Kong pel papa Pau VI com a successor del bisbe Peter Lei Wang-kei, que havia mort el 23 de juliol de 1974. Va arribar a Hong Kong i el 25 de juliol va ser consagrat i instal·lat com a bisbe de la Hong Kong a la catedral de la Immaculada Concepció el 1975.
Després de la deguda preparació, va iniciar un Moviment de Renovació Diocesà per a sacerdots, laics i religiosos. El 25 de març de 1985, va dirigir una delegació de cinc membres en una visita de set dies a Pequín i Xangai, per invitació de l'Oficina Nacional d'Afers Religiosos del Consell d'Estat de la Xina. Va ser el primer bisbe de Hong Kong a visitar la Xina continental. Més tard, el 21 de gener de 1986, va dirigir una delegació de set membres en una visita de deu dies a Guangzhou i la part oriental de la seva província natal, Guangdong, per invitació de l'Oficina d'Afers Religiosos d'aquesta província. Aquesta visita va suposar el primer retrobament amb la seva mare, de 85 anys, després d'una separació de 40 anys.
Va ser nomenat membre del Sagrat Col·legi de Cardenals pel papa Joan Pau II el 29 de maig de 1988.
Després de les protestes de la plaça de Tian'anmen de 1989, l'11 de juliol de 1989, va escriure una carta a tots els bisbes del món, demanant-los que fessin una crida per la justícia, l'ordre i la democràcia a la Xina.
L'1 de setembre de 1991, Wu va emetre una carta pastoral que exhortava els fidels a donar suport total a les eleccions directes al Consell Legislatiu, la primera vegada en la història de Hong Kong, el 15 de setembre. In L'any 1999, va convocar el "Sínode Diocesà" per atendre les necessitats pastorals del Tercer Mil·lenni.
Va morir de càncer i diabetis el 23 de setembre de 2002 a l'Hospital Queen Mary de Hong Kong, als 77 anys.